# Qiao Yunping
Qiao Yunping (chinês: 乔云萍: 13 de setembro de 1968) é uma ex-mesa-tenista chinesa.

## Carreira
Qiao Yunping representou seu país nos Jogos Olímpicos de 1996, na qual conquistou a medalha de prata em duplas.